# 2005年克罗纳拉骚乱

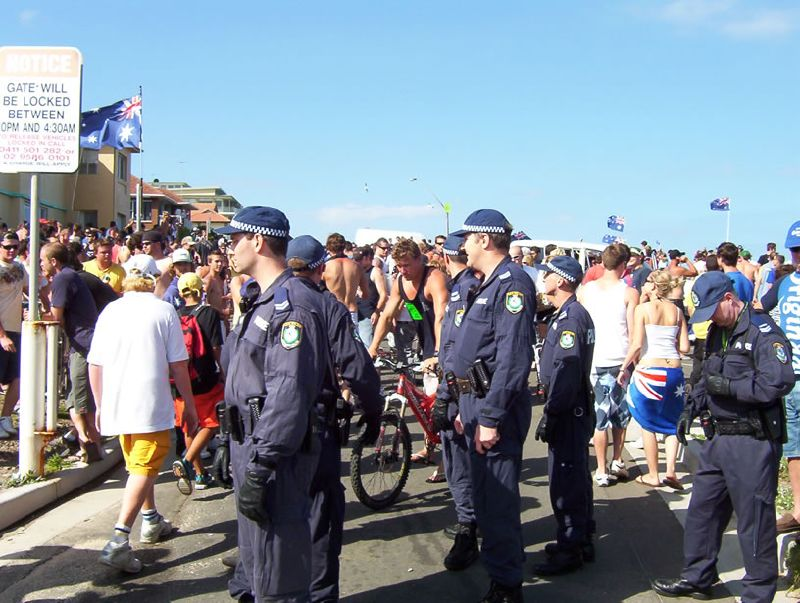
2005年克罗纳拉骚乱

2005年克罗纳拉骚乱是2005年澳大利亚新南威尔士州悉尼爆發的一场骚乱。12月11日，悉尼克罗纳拉率先爆發騷亂，之後騷亂又蔓延到其他地區。
2005年12月4日，一群中东长相的年轻人（黎巴嫩裔澳大利亞人）和海滩上的澳大利亚白人救生員发生争执，之後争执演变成肢体冲突。12月11日早上，許多人聚集在克罗纳拉，警方之後介入。騷亂又蔓延至悉尼南部其他地方，多地出現打砸搶燒。一些国家一度对澳大利亚发出旅遊警示。警方至少逮捕104人。